# Dietmar Grötzebach
Dietmar Grötzebach (* 5. April 1937 in Berlin; † 27. März 1985 in Berlin) war ein deutscher Architekt und Hochschullehrer der Technischen Universität Berlin.

## Leben
Dietmar Grötzebach war Sohn des Architekten Paul Grötzebach und seiner Ehefrau Ingeborg, geb. Hilger. Von 1939 bis 1943 lebte die Familie in Wolfenbüttel, wo Grötzebach 1943 eingeschult wurde, und ab 1943 in Hamburg, wo er die Grundschule in Hamburg-Fuhlsbüttel, ab Ostern 1947 die Wissenschaftliche Oberschule im Alstertal besuchte und im Frühjahr 1955 die Reifeprüfung ablegte. Nach einem halbjährigen Baupraktikum nahm er an der TU Braunschweig ein Architekturstudium auf, wechselte nach dem Vordiplom 1957 an die TU Berlin und erwarb 1961 sein Diplom bei Bernhard Hermkes am Lehrstuhl Entwerfen, Baukonstruktion und Industriebau. Zunächst freier Mitarbeiter des Architekten Bodo Fleischer war er von 1962 bis 1965 wissenschaftlicher Assistent am Lehrstuhl von Bernhard Hermkes, bei dem er 1965 über das Thema Der Wandel der Kriterien bei der Wertung des Zusammenhangs von Konstruktion und Form in den letzten 100 Jahren promoviert wurde.
Von 1963 bis 1985 führte Grötzebach in Partnerschaft mit Günter Plessow ein Architekturbüro in West-Berlin, von 1964 bis 1972 mit Günter Plessow (G+P) und Gerd Neumann (NGP), von 1974 bis 1985 mit Günter Plessow und Reinhold Ehlers (GPE). Weitere Partner waren von 1972 bis 1977 Jürgen Sawade, Dieter Frowein und ab 1977 der Bildhauer Günter Ohlwein. Seit 1968 Mitglied im Vorstand des Bundes Deutscher Architekten (BDA) Berlin war Grötzebach von 1978 bis 1985 dessen Vorsitzender.
Von 1972 bis 1985 lehrte Grötzebach Entwerfen und Baukonstruktion als Professor des Fachbereichs 8 der Technischen Universität Berlin. Er verfasste 1977 im Auftrag des Senats Berlin ein Gutachten zur Vorbereitung der Internationalen Bauausstellung 1987 (IBA Berlin) und wurde als Architekt der Spätmoderne (Brutalismus) zum Wegbereiter der kritischen Rekonstruktion (Stadtreparatur). Nach Thilo Hilpert war Grötzebach, der mit Josef Paul Kleihues befreundet war und bereits ab 1973 Konzepte zur Sicherung historischer Blockrandbebauungen in West-Berlin entwickelte, am Konzept des von Kleihues in Berlin-Wedding errichteten Baublock 270 (1978), den ersten Baublock der Nachkriegszeit, beteiligt und lässt sich fragen, ob die Rückkehr zur Blockbauweise „eine Revision in der Formensprache der Moderne oder die Erweiterung ihrer Syntax war.“
Grötzebach starb, bevor seine Projekte "Stadtreparatur in der Kochstrasse", "Neugestaltung des Spandauer Marktes" und "Baulücke Waldemarstrasse" (zusammen mit Günter Plessow und Reinhold Ehlers) vom 21. Juni bis 15. September 1985 im Deutschen Architekturmuseum Frankfurt gezeigt wurden.

## Werk
Büro NGP:
- Raststätte Grunewald, Kronprinzessinenwer, Berlin-Zehlendorf, 1965–1986
- Ev. Gemeindezentrum Plötzensee, Heckendamm, Berlin-Charlottenburg-Nord, 1967–1970 (Baudenkmal)
- Ev. Apostel-Johannes-Gemeindezentrum, Berlin-Märkisches Viertel. 1970–1971
- Ev. Schule, Guerikenstraße, Berlin-Charlottenburg, Wettbewerb 1. Preis, 1967–1973
- Jugendzentrum Tiergarten, Rathenower Straße, Wettbewerb 1. Preis, 1969–1972

Büro G+P:
- Stadtsanierung Bethanienviertel, Berlin-Kreuzberg, 1. Preis, Planung der Neugestaltung, 1974–1981
- Wohnen am Kleistpark, Potsdamer Straße, Berlin-Schöneberg (Pallasaeum) zusammen mit Jürgen Sawade und Günter Frowein, 1974–1977 (Baudenkmal)[8]

Büro GPE:
- Block 100, Nauyn-, Mariannen- und Waldemannstraße, Neubau und Altbausanierung, Berlin-Kreuzberg, 1974–1981
- Neugestaltung des Mariannenplatzes, Berlin-Kreuzberg, 1975–1981
- Neugestaltung des Spandauer Markts, Wettbewerb 1. Preis, 1977–1982
- Simonshof, Wohnen für Behinderte und Nichtbehinderte, Berlin-Spandau, 1. Preis, 1978–1984
- Wohnhaus über Ausgrabung, Reformationsplatz 4, Berlin-Spandau, 1979–1984
- Wohnhaus Waldemarstraße 94, Berlin-Kreuzberg, 1979–1981
- Mark Hotel Berlin, Meineckestraße 24, Berlin-Charlottenburg
- IBA (Internationale Bauausstellung 1987): Wohnhaus Kochstraße 7a–14, Berlin-Kreuzberg
- IBA: Wohnhäuser Dessauer Straße 11–12, Berlin-Kreuzberg

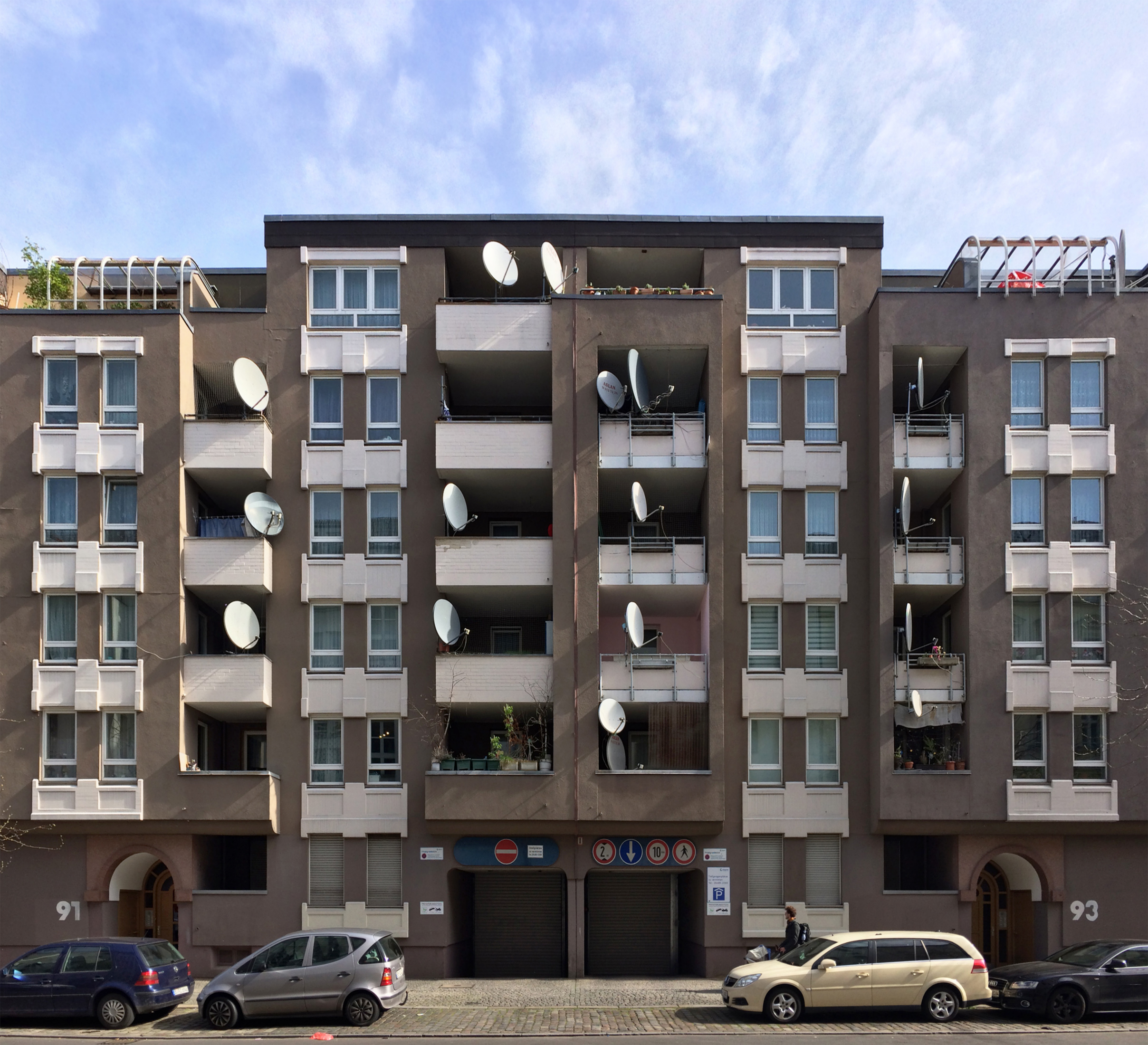
Wohnbebauung Waldemarstraße Berlin-Kreuzberg
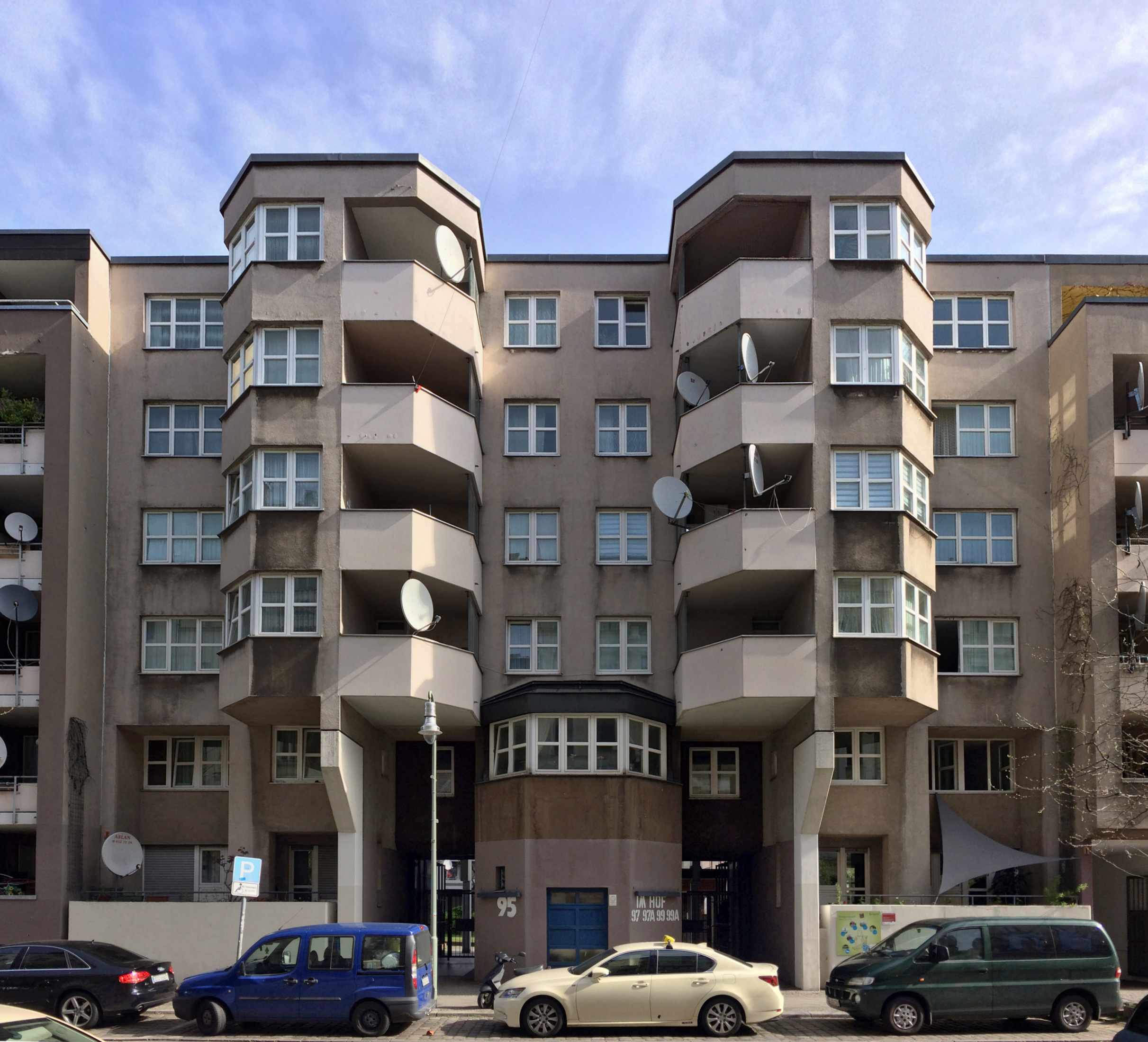
Wohnbebauung Waldemarstraße Berlin-Kreuzberg
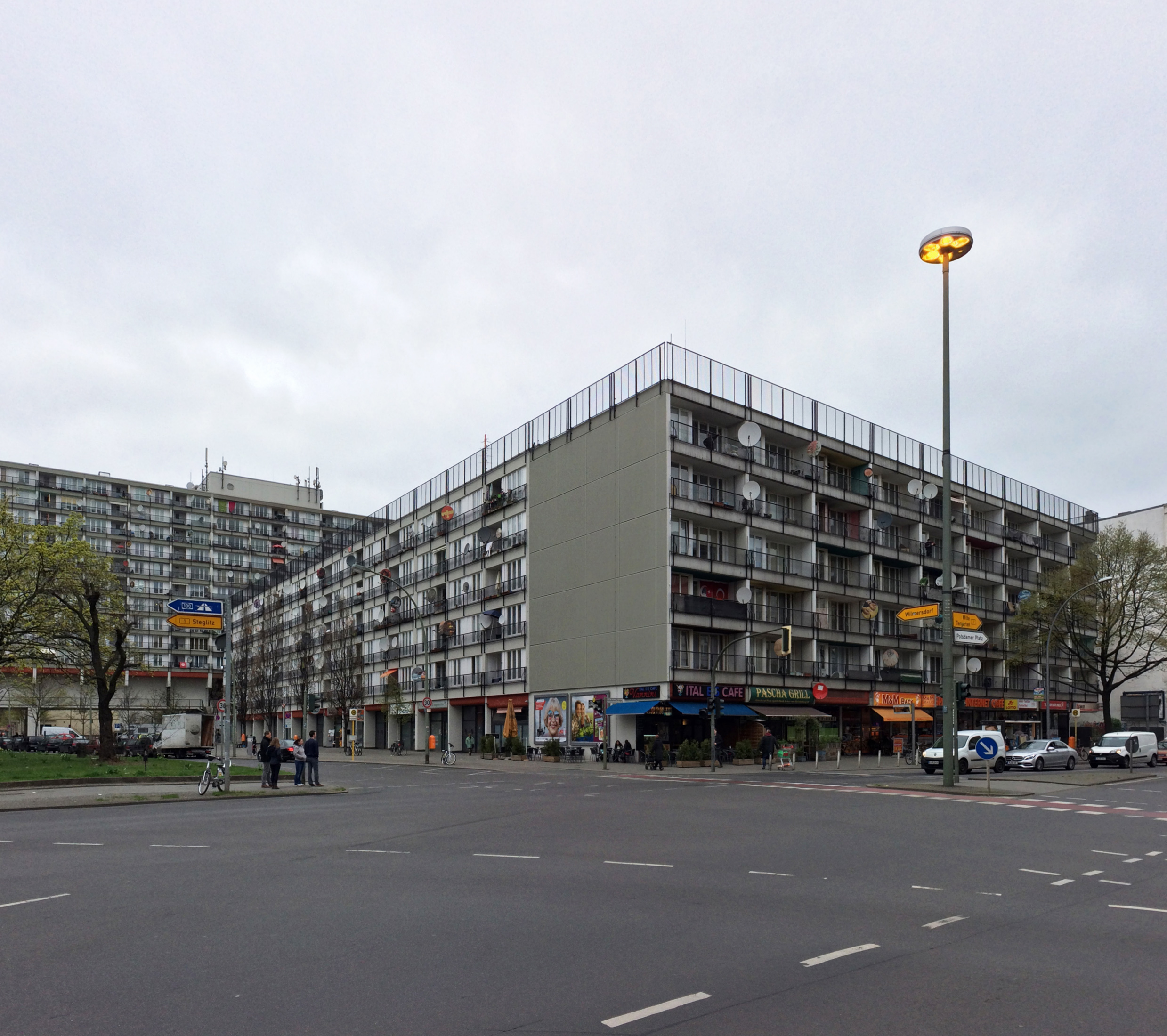
Wohnen am Kleistpark, Berlin-Schöneberg
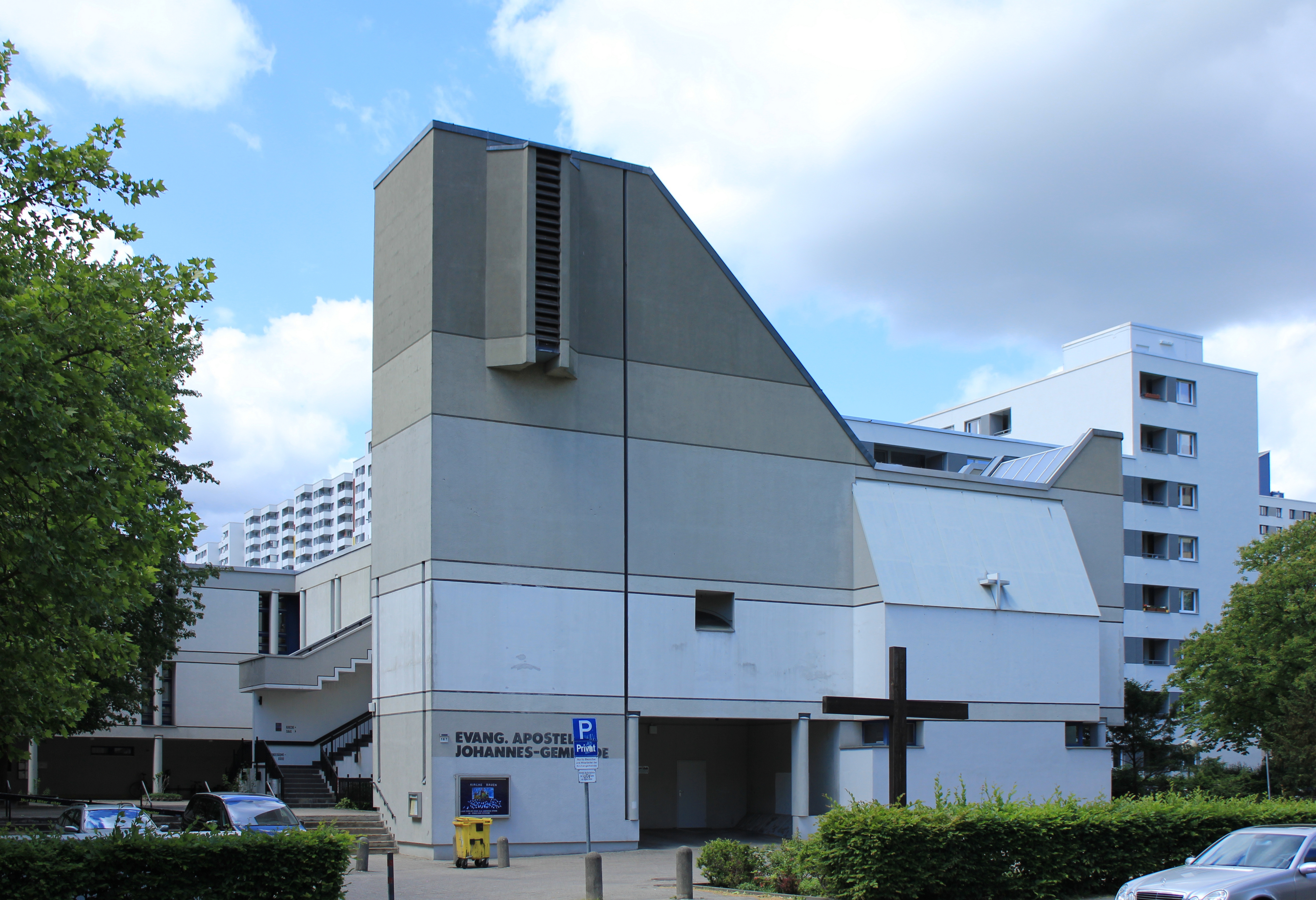
Apostel-Johannes-Gemeindezentrum, Berlin-Märkisches Viertel
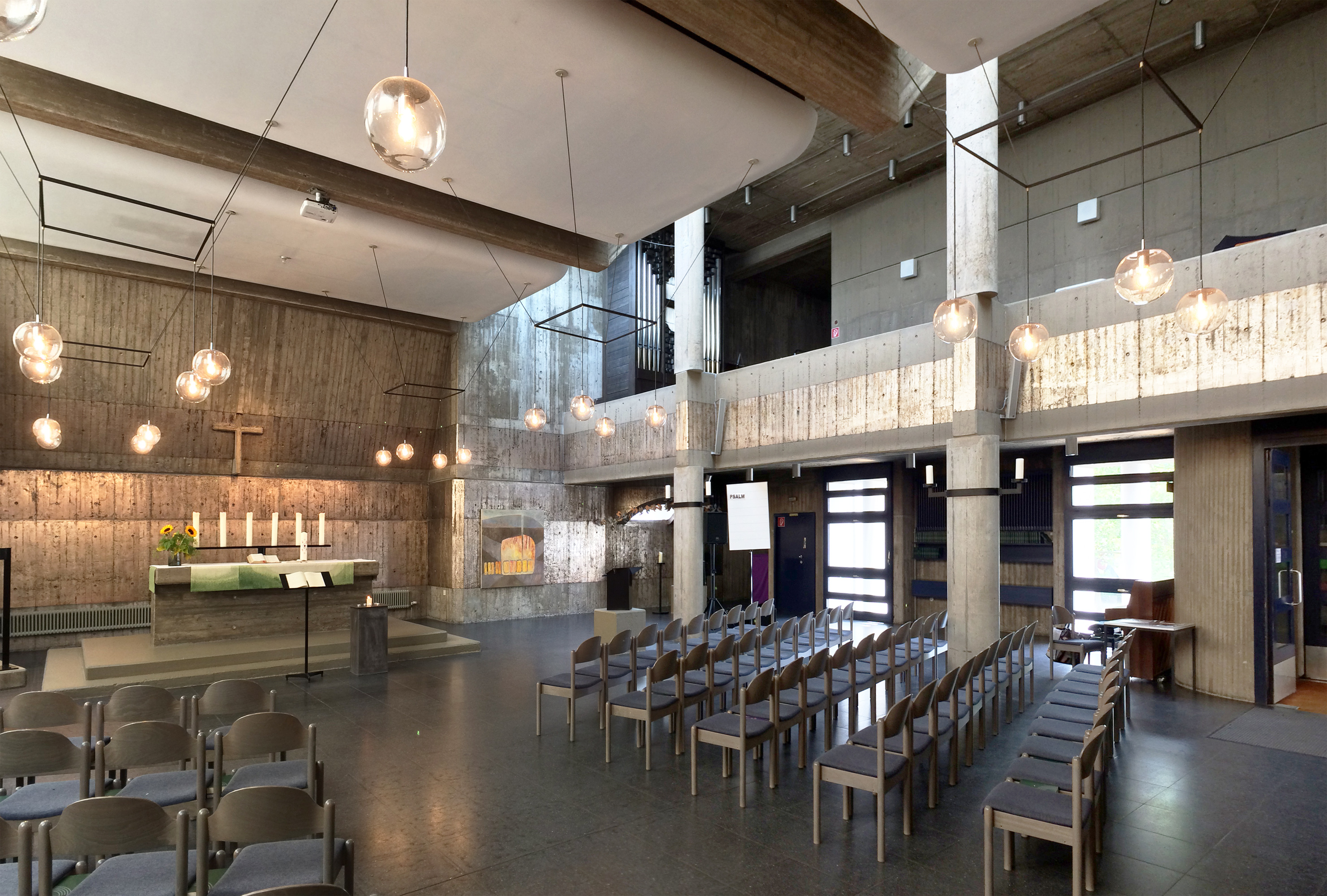
Innenraum Apostel-Johannes-Zentrum, Berlin-Märkisches Viertel
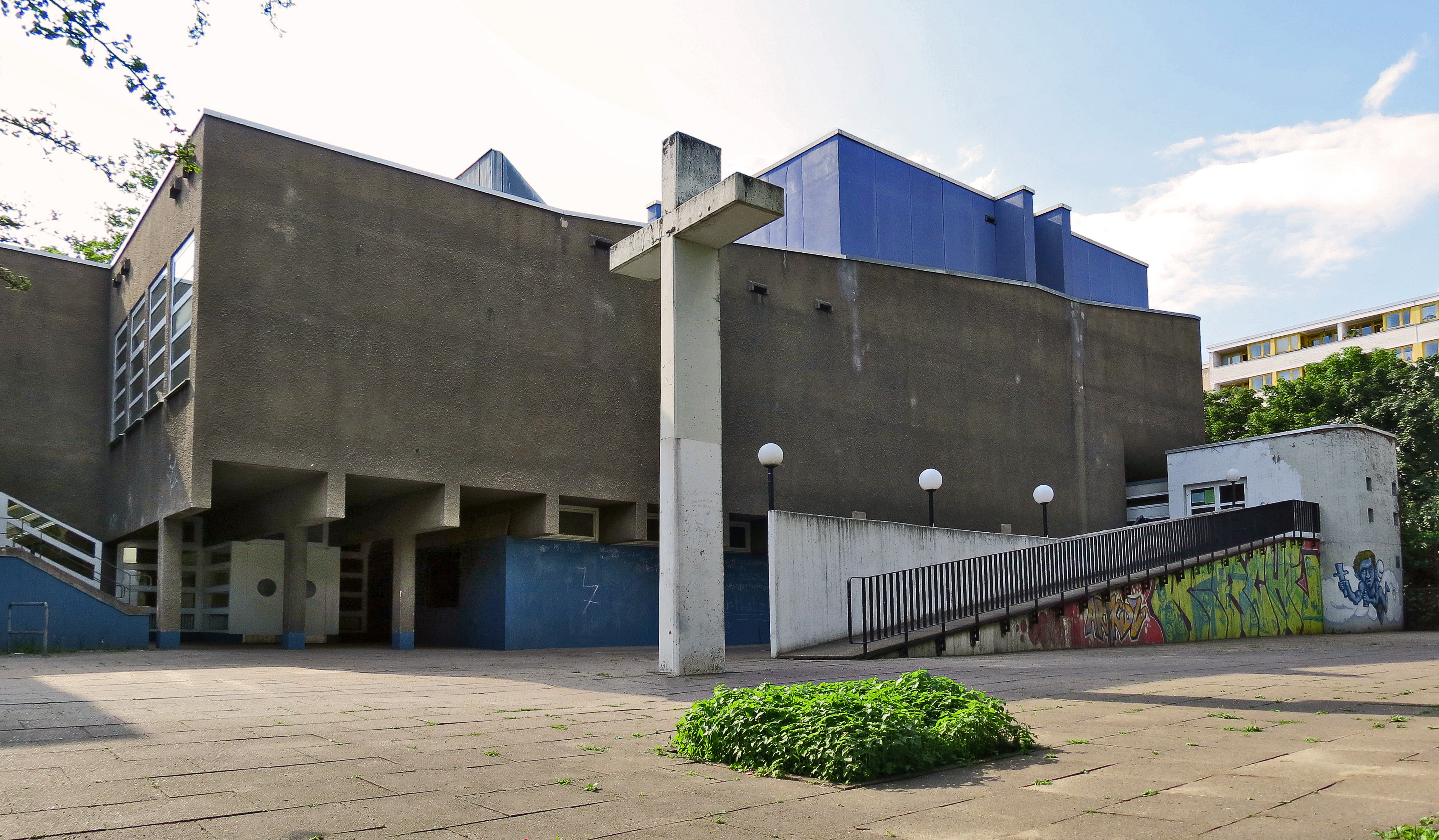
Gemeindezentrum Berlin-Plötzensee
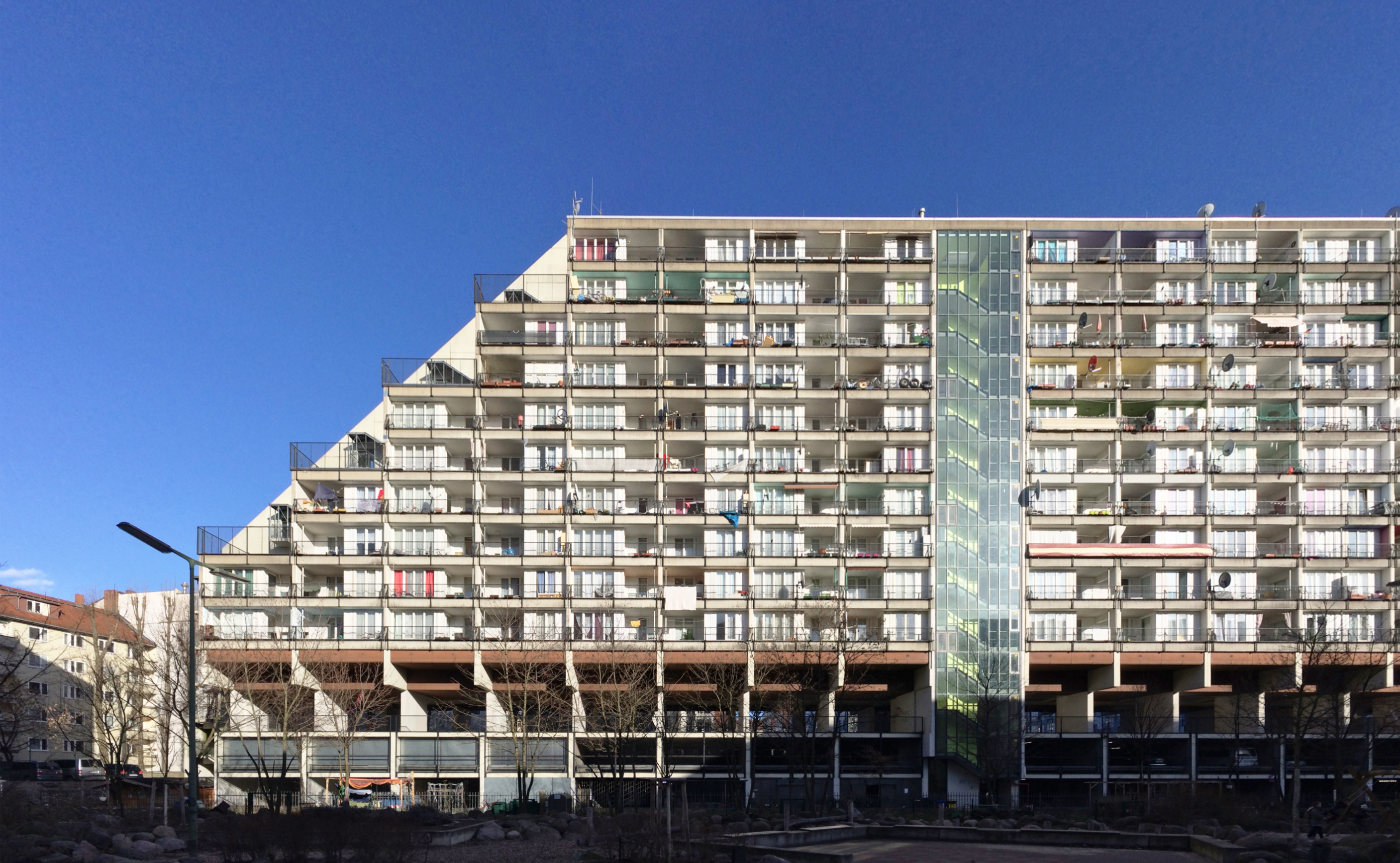
Wohnen am Kleistpark, Pallasstraße, Berlin-Schoenberg
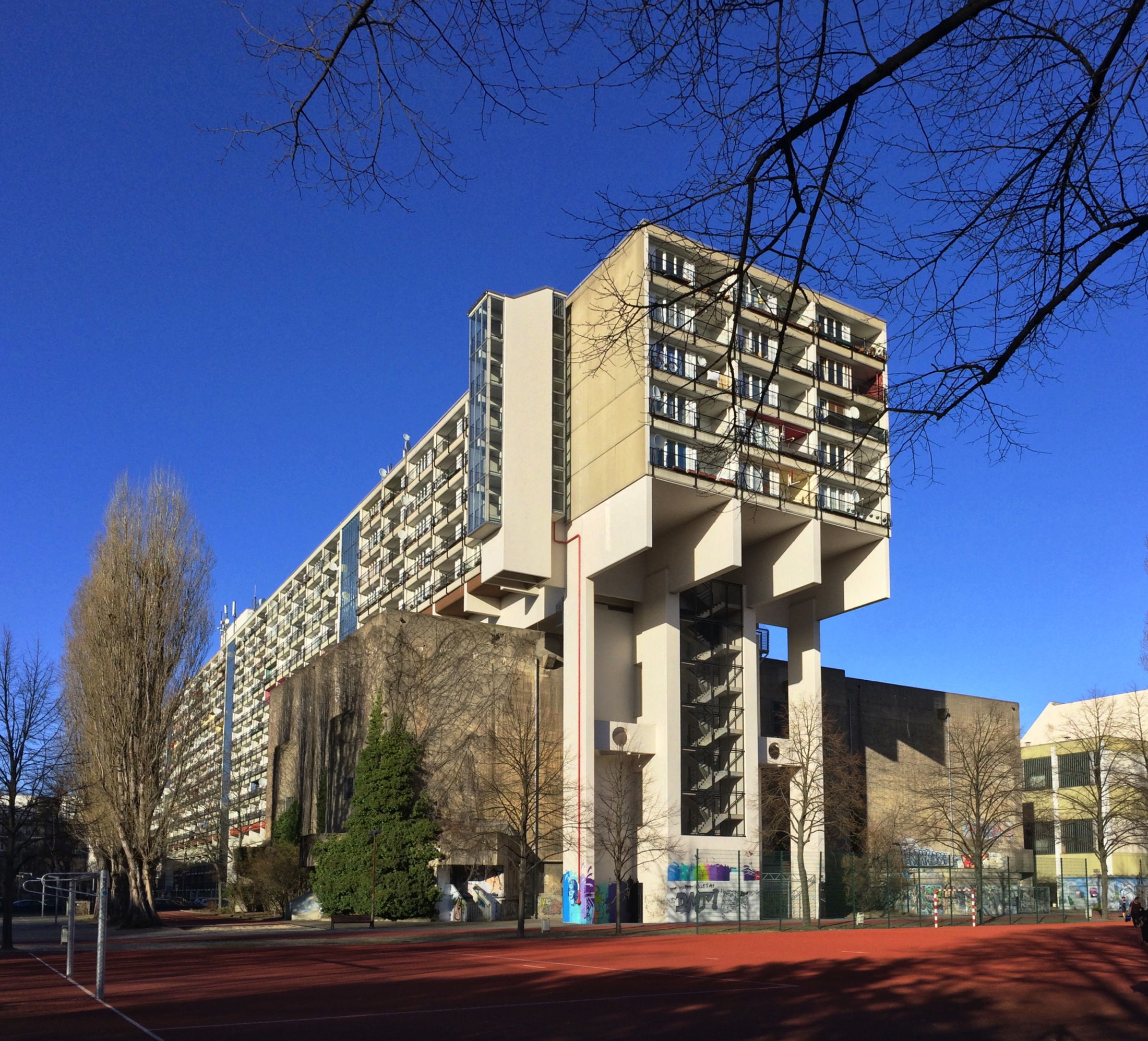
Wohnen am Kleistpark (Überbauung Sportpalastbunker)

## Schriften
- Über Konstruktion und architektonische Form. Hrsg. von Ute Heimrod und Dieter Eckert, Nachwort: Fritz Neumeyer. DOM Publishers, Berlin 2018, ISBN 978-3-86922-666-8
- Stadtreparatur im Zeitungsviertel. In: ARCH+, Berlin 1982, S. 26–30